# Fascia du muscle piriforme
Le fascia du muscle piriforme est une fine membrane fibreuse qui tapisse le muscle piriforme.

## Structure
Le fascia du muscle piriforme s'attache à l'avant du sacrum et aux côtés du grand foramen ischiatique. Il se prolonge sur le muscle dans la région fessière.
Au niveau de son attache sacrée, autour des bords des foramens sacrés antérieurs, il entre en association intime avec les nerfs sacrés émergeant de ces foramens et les enveloppe.
L'artère iliaque interne, la veine iliaque interne et leurs branches se trouvent dans le tissu sous-péritonéal en avant du fascia, et les branches qui se dirigent vers la région fessière émergent dans des gaines formées par le fascia au-dessus et au-dessous du muscle piriforme.